# Clara Hamburger
Clara Hamburger, auch Klara Hamburger, (geboren: 5. Juni 1873 in Breslau; gestorben 5. August 1945 in Berkeley) war eine deutsche Zoologin.

## Leben
Clara Hamburger und ihre Zwillingsschwester Anna stammten aus einer wohlhabenden jüdischen Familie. Ihre Eltern waren der Kaufmann Heinrich Hamburger (1842–1906) und dessen Ehefrau Flora, geb. Baerwald (1845–1896).
Von 1880 bis 1889 besuchte Clara Hamburger die Städtische Höhere Töchterschule in Breslau, anschließend besuchte sie wissenschaftliche Fortbildungskurse, da Frauen zu diesem Zeitpunkt in Deutschland noch kein Abitur machen konnten und nicht studieren durften.
Ab 1897 lernte sie in einem pflanzenphysiologischen Institut das Anfertigen wissenschaftlicher Zeichnungen, gleichzeitig erhielt sie die Erlaubnis, Vorlesungen an der Universität zu hören. Ab 1899 wandte sie sich verstärkt der Zoologie zu, im Jahr 1900 erhielt sie eine Assistentenstelle am Zoologischen Institut der Universität Breslau, das von Wilhelm Kükenthal geleitet wurde. 1901 wechselte Clara Hamburger an die Universität Heidelberg, 1902 wurde sie zweite Assistentin des dortigen Zoologen Otto Bütschli, dem sie lebenslang verbunden blieb. 1903 beantragte Hamburger zu promovieren und wurde mit der Arbeit „Beiträge zur Kenntnis von Trachelius ovum Ehrbg.“ promoviert. Sie war damit die vierte Frau, die an der Naturwissenschaftlich-Mathematischen Fakultät der Universität Heidelberg promoviert wurde. 
In den folgenden Jahren arbeitete sie eng mit Otto Bütschli zusammen und verfasste zahlreiche Publikationen, die zumeist auch eigene kunstvolle und detaillierte wissenschaftliche Zeichnungen von ihr enthielten. Im März und April 1909 arbeitete sie in der Zoologischen Station Neapel. Die Möglichkeit zur Habilitation als Frau blieb Clara Hamburger verwehrt, auch der Antrag ihr den Professorentitel zu verleihen, wurde abgelehnt.
Nach dem Tod von Bütschli 1920 bearbeitete Clara Hamburger dessen wissenschaftlichen Nachlass, sie stiftete 5000 Mark aus ihrem Privatvermögen für den Ankauf von Bütschlis Privatbibliothek für das Heidelberger Institut und bearbeitete zusammen mit Friedrich Blochmann einige Lieferungen von Bütschlis „Vorlesungen über vergleichende Anatomie“, für die sie hunderte von Zeichnungen anfertigte. Die 4. Lieferung des Werks erschien 1924, die 5. Lieferung 1931 und die 6. Lieferung 1934. Auch Bütschlis Nachfolger Curt Herbst förderte Clara Hamburger sehr, konnte jedoch ihre Entlassung 1933, aufgrund des nationalsozialistischen „Gesetzes zur Wiederherstellung des Berufsbeamtentums“ nicht verhindern.
Anschließend arbeitete Clara Hamburger noch privat für Herbst, bis dieser im Oktober 1935 pensioniert wurde. Anfang der 1930er Jahre war Clara Hamburger mit ihrer Schwester Anna zusammengezogen. Am 22. Oktober wurden beide wie alle badischen Juden in das Lager Gurs nach Frankreich deportiert. Im Juli 1941 gelang ihnen schließlich die Auswanderung in die USA. Sie zogen nach Berkeley, wo einige Verwandte und frühere Kollegen von Clara lebten. Clara Hamburger starb im August 1945, sie überlebte ihre Zwillingsschwester Anna um drei Jahre.

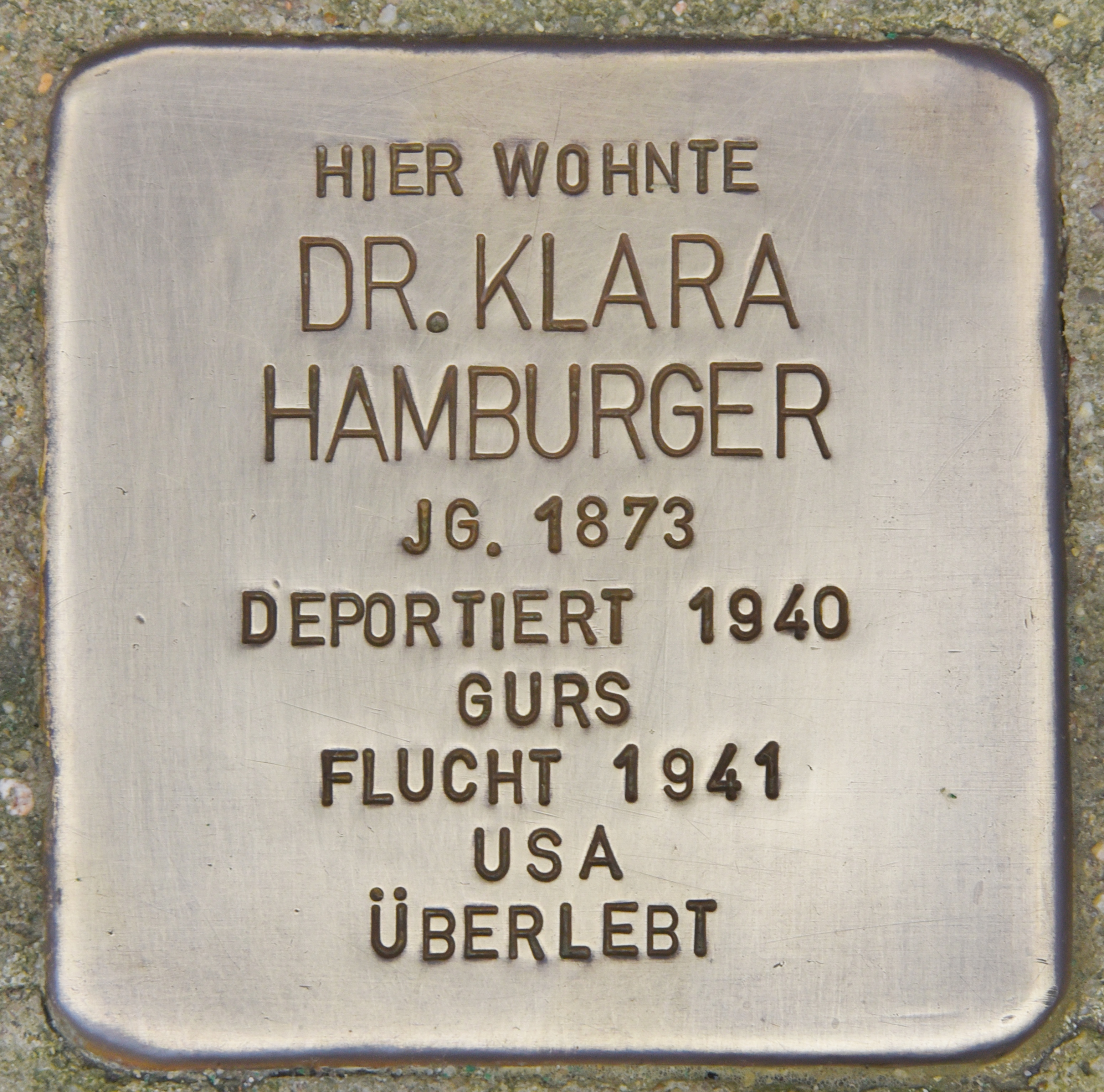
Stolperstein in Heidelberg

## Gedenken
Für Clara Hamburger wurde vor ihrem letzten Wohnort in Heidelberg ein Stolperstein des Künstlers Gunter Demnig verlegt.

## Publikationen
- Studien zur Entwickelung der Mammarorgane. 1. Die Zitze von Pferd und Esel. In: Anatomischer Anzeiger. Bd. 18 (1900), S. 16–26.
- Beiträge zur Kenntnis von Trachelius ovum. In: Archiv für Protistenkunde. Bd. 2 (1903), S. 445–474 (gleichzeitig: selbständige Dissertation).
- Die Konjugation von Paramaecium bursaria Focke. In: Archiv für Protistenkunde. Bd. 4 (1904), S. 199–239.
- Zur Kenntnis der Dunaliella salina und einer Amöbe aus Salinenwasser von Cagliari. In: Archiv für Protistenkunde. Bd. 6 (1905), S. 111–130.
- Das Männchen von Lacinularia socialis Ehrbg. In: Zeitschrift für wissenschaftliche Zoologie. Bd. 86 (1907), S. 625–643.
- Zur Kenntnis der Conjugation von Stentor coevuleus nebst einigen allgemeinen Bemerkungen über die Conjugation der Infusorien. In: Zeitschrift für wissenschaftliche Zoologie. Bd. 90 (1908), S. 423–435.
- Zur Anatomie und Entwicklungsgeschichte der Argyroneta aquatica Cl. In: Zeitschrift für wissenschaftliche Zoologie. Bd. 96 (1910), S. 1–31.
- Studien über Euglena ehrenbergii, insbesondere über die Körperhülle. In: Sitzungsberichte der Heidelberger Akademie der Wissenschaften, mathematisch-naturwissenschaftliche Klasse II B (1911), S. 1–22.
- gemeinsam mit Wolfgang von Buddenbrock: Nordische Ciliata. In: Karl Brandt, Carl Apstein (Hrsg.): Nordisches Plankton, Teil XIII, Lieferung 15. Lipsius & Tischer, Kiel 1911, S. 1–52.
- gemeinsam mit Wolfgang von Buddenbrock: Nordische Suctoria. In: Karl Brandt, Carl Apstein (Hrsg.): Nordisches Plankton, Teil XIII, Lieferung 16, Kiel, Leipzig 1911, S. 153–193.
- Flagellata, Sarcodina. In: Karl Brandt, Carl Apstein (Hrsg.): Nordisches Plankton, Teil XIII, Lieferung 16, Kiel, Leipzig 1911, S. 195–211.
- Infusoria. In: Eugen Korschelt u. a.: Handwörterbuch der Naturwissenschaften. Bd. V, 1914, S. 435–456.
- Zur Kenntnis des Mitteldarmes der Spinnen. In: Zoologischer Anzeiger. Bd. 48 (1916), S. 39–46.